# Eleições legislativas portuguesas de 1995 no distrito do Porto
| Eleições legislativas portuguesas de 1995 Distritos: Aveiro \| Beja \| Braga \| Bragança \| Castelo Branco \| Coimbra \| Évora \| Faro \| Guarda \| Leiria \| Lisboa \| Portalegre \| Porto \| Santarém \| Setúbal \| Viana do Castelo \| Vila Real \| Viseu \| Açores \| Madeira \| Estrangeiro |

## Resultados por Concelho
Os resultados nos concelhos do Distrito do Porto foram os seguintes:

### Amarante
| Partido                 | Partido                        | Votos  | %               | +/-   |
| ----------------------- | ------------------------------ | ------ | --------------- | ----- |
|                         | Partido Socialista             | 14 323 | 48,26 / 100,00  | 15,98 |
|                         | Partido Social Democrata       | 12 166 | 40,99 / 100,00  | 14,19 |
|                         | Partido Popular                | 1 351  | 4,55 / 100,00   | 0,77  |
|                         | Coligação Democrática Unitária | 692    | 2,33 / 100,00   | 0,53  |
|                         | Outros                         | 596    | 2,02 / 100,00   |       |
| Votos Inválidos         | Votos Inválidos                | 549    | 1,85 / 100,00   | 0,36  |
| Total                   | Total                          | 29 677 | 100,00 / 100,00 |       |
| Eleitorado/Participação | Eleitorado/Participação        | 45 594 | 65,09 / 100,00  | 1,17  |

### Baião
| Partido                 | Partido                        | Votos  | %               | +/-   |
| ----------------------- | ------------------------------ | ------ | --------------- | ----- |
|                         | Partido Socialista             | 6 416  | 53,27 / 100,00  | 22,89 |
|                         | Partido Social Democrata       | 4 428  | 36,76 / 100,00  | 19,29 |
|                         | Partido Popular                | 416    | 3,45 / 100,00   | 0,15  |
|                         | Coligação Democrática Unitária | 198    | 1,64 / 100,00   | 0,75  |
|                         | Outros                         | 251    | 2,09 / 100,00   |       |
| Votos Inválidos         | Votos Inválidos                | 336    | 2,79 / 100,00   | 0,07  |
| Total                   | Total                          | 12 045 | 100,00 / 100,00 |       |
| Eleitorado/Participação | Eleitorado/Participação        | 19 435 | 61,98 / 100,00  | 0,43  |

### Felgueiras
| Partido                 | Partido                        | Votos  | %               | +/-   |
| ----------------------- | ------------------------------ | ------ | --------------- | ----- |
|                         | Partido Socialista             | 15 273 | 50,21 / 100,00  | 17,17 |
|                         | Partido Social Democrata       | 11 699 | 38,46 / 100,00  | 15,81 |
|                         | Partido Popular                | 1 561  | 5,13 / 100,00   | 1,00  |
|                         | Coligação Democrática Unitária | 886    | 2,91 / 100,00   | 0,01  |
|                         | Outros                         | 548    | 1,80 / 100,00   |       |
| Votos Inválidos         | Votos Inválidos                | 449    | 1,47 / 100,00   | 0,45  |
| Total                   | Total                          | 30 416 | 100,00 / 100,00 |       |
| Eleitorado/Participação | Eleitorado/Participação        | 42 172 | 72,12 / 100,00  | 1,67  |

### Gondomar
| Partido                 | Partido                        | Votos   | %               | +/-   |
| ----------------------- | ------------------------------ | ------- | --------------- | ----- |
|                         | Partido Socialista             | 40 978  | 46,43 / 100,00  | 13,52 |
|                         | Partido Social Democrata       | 31 040  | 35,17 / 100,00  | 12,99 |
|                         | Coligação Democrática Unitária | 7 767   | 8,80 / 100,00   | 1,15  |
|                         | Partido Popular                | 5 465   | 6,19 / 100,00   | 3,18  |
|                         | Outros                         | 1 499   | 1,70 / 100,00   |       |
| Votos Inválidos         | Votos Inválidos                | 1 505   | 1,70 / 100,00   | 0,29  |
| Total                   | Total                          | 88 254  | 100,00 / 100,00 |       |
| Eleitorado/Participação | Eleitorado/Participação        | 121 047 | 72,91 / 100,00  | 1,25  |

### Lousada
| Partido                 | Partido                        | Votos  | %               | +/-   |
| ----------------------- | ------------------------------ | ------ | --------------- | ----- |
|                         | Partido Socialista             | 12 087 | 52,20 / 100,00  | 18,17 |
|                         | Partido Social Democrata       | 8 663  | 37,41 / 100,00  | 16,12 |
|                         | Partido Popular                | 1 017  | 4,39 / 100,00   | 0,70  |
|                         | Coligação Democrática Unitária | 693    | 2,99 / 100,00   | 0,45  |
|                         | Outros                         | 339    | 1,45 / 100,00   |       |
| Votos Inválidos         | Votos Inválidos                | 356    | 1,54 / 100,00   | 0,14  |
| Total                   | Total                          | 23 155 | 100,00 / 100,00 |       |
| Eleitorado/Participação | Eleitorado/Participação        | 32 508 | 71,23 / 100,00  | 0,03  |

### Maia
| Partido                 | Partido                        | Votos  | %               | +/-   |
| ----------------------- | ------------------------------ | ------ | --------------- | ----- |
|                         | Partido Socialista             | 28 155 | 47,17 / 100,00  | 13,49 |
|                         | Partido Social Democrata       | 21 087 | 35,33 / 100,00  | 15,60 |
|                         | Partido Popular                | 4 872  | 8,16 / 100,00   | 4,55  |
|                         | Coligação Democrática Unitária | 3 556  | 5,96 / 100,00   | 0,29  |
|                         | Outros                         | 958    | 1,62 / 100,00   |       |
| Votos Inválidos         | Votos Inválidos                | 1 058  | 1,77 / 100,00   | 0,01  |
| Total                   | Total                          | 59 686 | 100,00 / 100,00 |       |
| Eleitorado/Participação | Eleitorado/Participação        | 80 109 | 74,51 / 100,00  | 0,55  |

### Marco de Canaveses
| Partido                 | Partido                        | Votos  | %               | +/-   |
| ----------------------- | ------------------------------ | ------ | --------------- | ----- |
|                         | Partido Social Democrata       | 10 581 | 43,25 / 100,00  | 18,38 |
|                         | Partido Socialista             | 10 344 | 42,29 / 100,00  | 18,08 |
|                         | Partido Popular                | 2 034  | 8,31 / 100,00   | 2,11  |
|                         | Coligação Democrática Unitária | 499    | 2,04 / 100,00   | 0,16  |
|                         | Outros                         | 520    | 2,12 / 100,00   |       |
| Votos Inválidos         | Votos Inválidos                | 484    | 1,97 / 100,00   | 0,04  |
| Total                   | Total                          | 24 462 | 100,00 / 100,00 |       |
| Eleitorado/Participação | Eleitorado/Participação        | 38 308 | 63,86 / 100,00  | 4,15  |

### Matosinhos
| Partido                 | Partido                        | Votos   | %               | +/-   |
| ----------------------- | ------------------------------ | ------- | --------------- | ----- |
|                         | Partido Socialista             | 51 712  | 53,68 / 100,00  | 12,80 |
|                         | Partido Social Democrata       | 28 280  | 29,35 / 100,00  | 14,28 |
|                         | Partido Popular                | 6 756   | 7,01 / 100,00   | 4,11  |
|                         | Coligação Democrática Unitária | 6 614   | 6,87 / 100,00   | 0,52  |
|                         | Outros                         | 1 514   | 1,57 / 100,00   |       |
| Votos Inválidos         | Votos Inválidos                | 1 462   | 1,52 / 100,00   | 0,13  |
| Total                   | Total                          | 96 338  | 100,00 / 100,00 |       |
| Eleitorado/Participação | Eleitorado/Participação        | 130 312 | 73,93 / 100,00  | 0,01  |

### Paços de Ferreira
| Partido                 | Partido                        | Votos  | %               | +/-   |
| ----------------------- | ------------------------------ | ------ | --------------- | ----- |
|                         | Partido Social Democrata       | 12 418 | 48,12 / 100,00  | 14,80 |
|                         | Partido Socialista             | 9 833  | 38,10 / 100,00  | 13,90 |
|                         | Partido Popular                | 1 978  | 7,66 / 100,00   | 2,28  |
|                         | Coligação Democrática Unitária | 939    | 3,64 / 100,00   | 0,01  |
|                         | Outros                         | 338    | 1,30 / 100,00   |       |
| Votos Inválidos         | Votos Inválidos                | 301    | 1,17 / 100,00   | 0,08  |
| Total                   | Total                          | 25 807 | 100,00 / 100,00 |       |
| Eleitorado/Participação | Eleitorado/Participação        | 35 526 | 72,64 / 100,00  | 1,17  |

### Paredes
| Partido                 | Partido                        | Votos  | %               | +/-   |
| ----------------------- | ------------------------------ | ------ | --------------- | ----- |
|                         | Partido Social Democrata       | 20 942 | 49,03 / 100,00  | 16,34 |
|                         | Partido Socialista             | 15 064 | 35,27 / 100,00  | 14,24 |
|                         | Partido Popular                | 4 151  | 9,72 / 100,00   | 3,83  |
|                         | Coligação Democrática Unitária | 1 211  | 2,84 / 100,00   | 0,01  |
|                         | Outros                         | 615    | 1,44 / 100,00   |       |
| Votos Inválidos         | Votos Inválidos                | 733    | 1,72 / 100,00   | 0,16  |
| Total                   | Total                          | 42 716 | 100,00 / 100,00 |       |
| Eleitorado/Participação | Eleitorado/Participação        | 58 620 | 72,87 / 100,00  | 1,95  |

### Penafiel
| Partido                 | Partido                        | Votos  | %               | +/-   |
| ----------------------- | ------------------------------ | ------ | --------------- | ----- |
|                         | Partido Socialista             | 17 303 | 45,24 / 100,00  | 17,14 |
|                         | Partido Social Democrata       | 15 866 | 41,49 / 100,00  | 15,92 |
|                         | Partido Popular                | 2 278  | 5,96 / 100,00   | 1,77  |
|                         | Coligação Democrática Unitária | 1 438  | 3,76 / 100,00   | 0,34  |
|                         | Outros                         | 700    | 1,83 / 100,00   |       |
| Votos Inválidos         | Votos Inválidos                | 659    | 1,73 / 100,00   | 0,34  |
| Total                   | Total                          | 38 244 | 100,00 / 100,00 |       |
| Eleitorado/Participação | Eleitorado/Participação        | 52 878 | 72,32 / 100,00  | 0,91  |

### Porto
| Partido                 | Partido                        | Votos   | %               | +/-   |
| ----------------------- | ------------------------------ | ------- | --------------- | ----- |
|                         | Partido Socialista             | 85 313  | 44,01 / 100,00  | 11,96 |
|                         | Partido Social Democrata       | 66 610  | 34,36 / 100,00  | 14,36 |
|                         | Partido Popular                | 19 288  | 9,95 / 100,00   | 5,32  |
|                         | Coligação Democrática Unitária | 16 673  | 8,60 / 100,00   | 0,58  |
|                         | Outros                         | 3 242   | 1,67 / 100,00   |       |
| Votos Inválidos         | Votos Inválidos                | 2 729   | 1,41 / 100,00   | 0,06  |
| Total                   | Total                          | 193 855 | 100,00 / 100,00 |       |
| Eleitorado/Participação | Eleitorado/Participação        | 281 895 | 68,77 / 100,00  | 1,67  |

### Póvoa de Varzim
| Partido                 | Partido                        | Votos  | %               | +/-   |
| ----------------------- | ------------------------------ | ------ | --------------- | ----- |
|                         | Partido Social Democrata       | 14 186 | 43,52 / 100,00  | 16,51 |
|                         | Partido Socialista             | 11 826 | 36,28 / 100,00  | 12,20 |
|                         | Partido Popular                | 4 636  | 14,22 / 100,00  | 5,76  |
|                         | Coligação Democrática Unitária | 1 162  | 3,56 / 100,00   | 0,31  |
|                         | Outros                         | 360    | 1,11 / 100,00   |       |
| Votos Inválidos         | Votos Inválidos                | 428    | 1,31 / 100,00   | 0,05  |
| Total                   | Total                          | 32 598 | 100,00 / 100,00 |       |
| Eleitorado/Participação | Eleitorado/Participação        | 47 976 | 67,95 / 100,00  | 1,88  |

### Santo Tirso
| Partido                 | Partido                        | Votos  | %               | +/-   |
| ----------------------- | ------------------------------ | ------ | --------------- | ----- |
|                         | Partido Socialista             | 29 822 | 49,43 / 100,00  | 12,64 |
|                         | Partido Social Democrata       | 21 733 | 36,02 / 100,00  | 13,99 |
|                         | Partido Popular                | 4 788  | 7,94 / 100,00   | 3,55  |
|                         | Coligação Democrática Unitária | 2 179  | 3,61 / 100,00   | 0,23  |
|                         | Outros                         | 891    | 1,49 / 100,00   |       |
| Votos Inválidos         | Votos Inválidos                | 922    | 1,53 / 100,00   | 0,01  |
| Total                   | Total                          | 60 335 | 100,00 / 100,00 |       |
| Eleitorado/Participação | Eleitorado/Participação        | 83 436 | 72,31 / 100,00  | 2,41  |

### Valongo
| Partido                 | Partido                        | Votos  | %               | +/-   |
| ----------------------- | ------------------------------ | ------ | --------------- | ----- |
|                         | Partido Socialista             | 21 898 | 47,65 / 100,00  | 13,68 |
|                         | Partido Social Democrata       | 16 412 | 35,71 / 100,00  | 15,18 |
|                         | Coligação Democrática Unitária | 3 277  | 7,13 / 100,00   | 0,05  |
|                         | Partido Popular                | 2 832  | 6,16 / 100,00   | 3,43  |
|                         | Outros                         | 745    | 1,61 / 100,00   |       |
| Votos Inválidos         | Votos Inválidos                | 796    | 1,73 / 100,00   | 0,02  |
| Total                   | Total                          | 45 960 | 100,00 / 100,00 |       |
| Eleitorado/Participação | Eleitorado/Participação        | 62 539 | 73,49 / 100,00  | 0,83  |

### Vila do Conde
| Partido                 | Partido                        | Votos  | %               | +/-   |
| ----------------------- | ------------------------------ | ------ | --------------- | ----- |
|                         | Partido Socialista             | 21 639 | 51,76 / 100,00  | 15,93 |
|                         | Partido Social Democrata       | 14 897 | 35,64 / 100,00  | 16,43 |
|                         | Partido Popular                | 2 630  | 6,29 / 100,00   | 2,77  |
|                         | Coligação Democrática Unitária | 1 606  | 3,84 / 100,00   | 0,12  |
|                         | Outros                         | 471    | 1,13 / 100,00   |       |
| Votos Inválidos         | Votos Inválidos                | 560    | 1,34 / 100,00   | 0,18  |
| Total                   | Total                          | 41 803 | 100,00 / 100,00 |       |
| Eleitorado/Participação | Eleitorado/Participação        | 56 861 | 73,52 / 100,00  | 0,66  |

### Vila Nova de Gaia
| Partido                 | Partido                        | Votos   | %               | +/-   |
| ----------------------- | ------------------------------ | ------- | --------------- | ----- |
|                         | Partido Socialista             | 75 489  | 48,46 / 100,00  | 12,90 |
|                         | Partido Social Democrata       | 52 995  | 34,02 / 100,00  | 14,94 |
|                         | Partido Popular                | 11 517  | 7,39 / 100,00   | 4,03  |
|                         | Coligação Democrática Unitária | 10 780  | 6,92 / 100,00   | 0,01  |
|                         | Outros                         | 2 582   | 1,65 / 100,00   |       |
| Votos Inválidos         | Votos Inválidos                | 2 422   | 1,56 / 100,00   | 0,03  |
| Total                   | Total                          | 155 785 | 100,00 / 100,00 |       |
| Eleitorado/Participação | Eleitorado/Participação        | 215 733 | 72,21 / 100,00  | 1,72  |